# Vincent Anstett
Vincent Anstett (Strasburgo, 26 luglio 1982) è uno schermidore francese, specializzato nella sciabola. Ha vinto una medaglia d'oro, una d'argento ed una di bronzo ai Campionati mondiali di scherma.

## Palmarès
In carriera ha conseguito i seguenti risultati:
- Mondiali

Lipsia 2005: bronzo nella sciabola a squadre.
Torino 2006: oro nella sciabola a squadre.
San Pietroburgo 2007: argento nella sciabola a squadre.
Lipsia 2017: bronzo nella sciabola individuale.
- Europei

Gand 2007: bronzo nella sciabola a squadre.
2009 - Plovdiv: bronzo nella sciabola a squadre.
Kiev 2008: argento nella sciabola a squadre.
Toruń 2016: argento nella sciabola individuale.